# Mike Rimbaud
Pour les articles sur d'autres personnalités de même nom, voir Rimbaud (homonymie).
Mike Rimbaud est un auteur-compositeur musicien et interprète Américain.

## Biographie
Démarrant sa carrière en se produisant dans les cafés de New York, Mike Rimbaud signe en 1990 avec un label musical français, Bondage Records, le label des Bérurier Noir. Son premier album, Mutiny In The Subway est enregistré à New York dans les studios de Baby Monster avec l'aide de Andrea Pennisi aux percussions, Lee Kostrinsky à la basse. 
Mike s'installe à Paris en 1991 pour trois ans et réalise des tournées en France et en Europe comme sur scène lors de plusieurs festivals tels que Rock'air (1991), Le Rock dans tous ses états (1991) ou aux Eurockéennes de Belfort (1992), mais aussi une tournée en Russie durant l'été 1991 avec Nicolas Maillet à la batterie , Jerôme David Suzat-Plessy à la basse et Marc Billon aux claviers . Avec le label Houlala, il enregistre l'album Funeral Lover à New York (Baby Monster Studios) et Paris (Mixit Studio), album dont il a écrit toutes les paroles et musiques.
En 1993, Elliott Murphy produit le troisième album Red Light et un clip pour Dying But Not Dead.
De retour à New York en 1994, Mike Rimbaud joue avec son nouveau groupe, The Subway Sun et il sort Graffiti Trees en 1997, enregistré aux No Mystery Studios.  Avec Kevin Tooley à la batterie et Marc Billon aux claviers (musicien dans son groupe depuis l'enregistrement du single "You Make Love Like War" et le disque "Red Light."  Ce disque est du rock pur, écoutez les titres, "Disney Paranoid" et "Girlfriend Lost and Found."
Il collabore avec plusieurs artistes dont CharlÉlie Couture dans DawnTown Project (label Chrysalis Records) ou en 2000 avec Marc Billon,  compositeur de musique électronique sur un projet appelé Adam Evening, dont plusieurs titres apparaîtront sur les futurs albums de Mike.  
En 2002, Mike publie un enregistrement acoustique, Beast of Broadway avec des chansons produites par Brian Ritchie, bassiste du groupe Violent Femmes. En 2003, c'est la sortie de Light of Day, un hommage à Bruce Springsteen. Il joue au Stone Pony avec d'autres artistes afin de promouvoir cet album. 
Entre 2004 et 2009 Mike continue à enregistrer et à jouer en solo ou avec son groupe The Subway Sun en même temps qu'il inaugure deux expositions de ses tableaux, une série de plus de 50 portraits du Lower East Side de New York. Mike Rimbaud expose régulièrement ses peintures, représentant des villes, des dinosaures et des portraits, dont un de Barack Obama.
En 2010, il sort un album, What Was I Thinking? enregistré dans les studios de New York City et à Brooklyn. Il fait un clip à Miami pour la chanson, Miami High. 
En été 2011, Mike sort son 7e album, "Coney Island Wave" avec les singles, "Dance With A Mermaid et "Everyone Needs a Daddy" avec une vidéo filmée à Nashville. Toujours en 2011 Mike sort un album de chansons de reprises, "Can't Judge A Song By It's Cover" où il interprète Phil Ochs, The Beatles, Bob Marley, Jobim, entre autres. Il a également mis sur "Soundtrack for a Human Being", une compilation de ses chansons, dont la nouvelle "One Percent Feeling Lonely."
En 2012, une chanson de Mike"Saving Up To Go Bankrupt a été inscrite sur la "Occupy This Album" collection au profit du mouvement Occupy Wall Street. "Night Rainbow" dont la sortie a lieu en Février 2013 et dans lequel est inclus le single "Sandy Must Be Crazy" est inspiré par l'ouragan  qui a frappé New York en octobre 2012 et le mouvement d'Occupy. Mike a d'ailleurs mis en scène, en films vidéo, bon nombre de chansons de cet album.
Enfin, après avoir sorti un titre dont le nom rappelle étrangement celui d'une autre catastrophe, "Funkyshima", et plusieurs reprises de titres non moins célèbres, le neuvième album de Mike voit le jour début septembre 2014 sous un nom dérivé d'une œuvre du peintre Magritte, "Put That Dream in Your Pipe and Smoke it". Dans les titres, on peut en découvrir un rappelant que Mike avait fait quelques débuts prometteurs en France er en particulier dans la capitale puisque celui-ci se nomme "Paris is The Heart". Pour cette chanson, on peut d'ailleurs trouver un clip riche en images parisiennes tournées par l'artiste lui-même.

## Discographie
- Put That Dream in Your Pipe and Smoke it, 2014
- Night Rainbow, 2013
- Coney Island Wave, 2011
- Can't Judge a Song By It's Cover, 2011
- Sound Track for a Human Being, 2011
- What Was I Thinking, 2010
- Beast of Broadway, 2003
- Graffiti Trees, 1997
- DawnTown Project, 1995
- Red Light, 1993
- Funeral Lover, 1991
- Mutiny in the Subway, 1990

## Sources
- Notice biographique sur www.antifolk.net